# Mistrzostwa Polski w Narciarstwie 1927
Mistrzostwa Polski w Narciarstwie 1927 – zawody sportowe, które odbyły się w 1927 w konkurencjach narciarskich w Polsce.

## Medaliści
| Dyscyplina               | Złoto                                   | Srebro                             | Brąz                                 |
| Kombinacja norweska      | Otakar Německý CSL, Czechosłowacja      |                                    |                                      |
| Bieg seniorów na 18 km   | Vladimír Novák CSL, Czechosłowacja      |                                    |                                      |
| Bieg seniorów na 50 km   | Franciszek Bujak SNPTT Zakopane         |                                    |                                      |
| Skoki seniorów (wszyscy) | František Wende HDW, Czechosłowacja     | Otakar Německý CSL, Czechosłowacja | Józef Lankosz SNPTT Zakopane         |
| Skoki seniorów (Polacy)  | Józef Lankosz SNPTT Zakopane            | Władysław Żytkowicz SNPTT Zakopane | Andrzej Krzeptowski I Sokół Zakopane |
| Bieg kobiet              | Janina Loteczkowa KTN Lwów              |                                    |                                      |
| Bieg rozstawny 5 x 10 km | SNPTT Zakopane                          |                                    |                                      |
| Wojskowy bieg patrolowy  | 3 Pułk Strzelców Podhalańskich, Bielsko |                                    |                                      |